# آش خیارچنبر

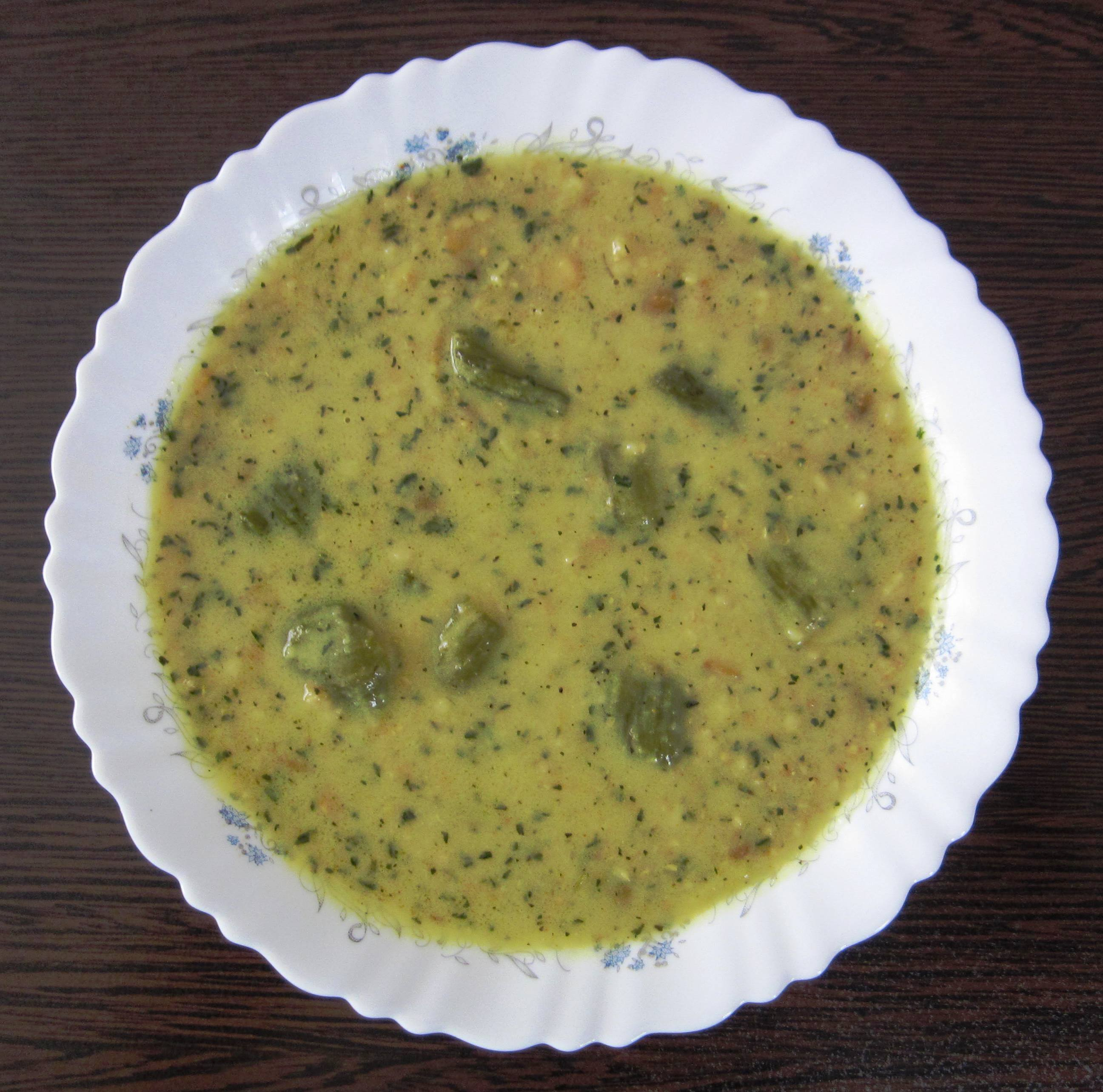
آش خیارچنبر ملایر

آش خیارچنبر یکی از غذاهای سنتی استان‌های لرستان ، همدان و مرکزی است. که با بلغور، خیارچنبر و پیاز داغ پخته شده و در نهایت با کشک صرف می‌شود.
برای تهیه آش خیار چنبر باید تخم‌های خیار چنبر را درآورده و سپس خیارها را خرد کرده و به آش اضافه نمود. آش خیار چنبر را می‌توان با گوشت پخت یا تنها از قلم یا عصاره گوشت برای طعم‌دار کردن آن استفاده کرد. این آش معمولاً کمی زرد رنگ است که بخاطر وجود زردچوبه در آن می‌باشد.